# 歐瑞康KBA機炮
歐瑞康KBA機炮（英語：Oerlikon KBA；K意為Kannon（炮）、B則是25毫米，最後A即是第一型號）是一款由瑞士軍備製造商歐瑞康康特拉韋斯公司（英語：Oerlikon Contraves，在2009年與莱茵金属公司合併後更名為萊茵金屬防空公司）所研製及生產的機炮，主要用作機械化戰場的近距離武器，發射25×137毫米北約口徑機炮炮彈。
歐瑞康KBA是一台氣動式操作的擊發調變武器，由雙向輸彈槽供應其發射的25毫米機炮炮彈，射速為600發／分鐘，並已經發展成為現代戰場以上的一台近距離多用途武器。
由於其火力、各種類型的彈藥和即時彈藥選擇設備（IASD），歐瑞康KBA可用以攻擊並毀傷輕型裝甲車輛、步兵和反坦克陣地，直升機和戰鬥機。

## 設計細節
歐瑞康KBA 25毫米機炮最初是由美國著名槍械設計師尤金·M·斯通纳所研製，全自動、主動閉鎖，由氣動式和轉拴式槍栓操作，並且採用雙向供彈系統的機炮，讓這機炮快速和輕易的轉換發射彈藥。 這些特點保證其即使在最極端的環境條件，仍具有高度可靠性和安全性。
它發射的25×137毫米北約口徑機炮炮彈可在2,000公尺（2,187.23码，6,561.68英尺，1.24英里）的範圍內，擊落低空飛行的飛機。它由每盒600發的彈箱所供彈。它被先進而複雜的DIANA防空系統（每台砲塔兩門）、標槍式裝步戰車（每台砲塔一門）、SIDAM 25自行高射炮（每台砲塔四門）、幾艘美國軍艦和其他單管、雙管、四管的防空系統用作防空武器。
該機炮型號具有兩個發射模式，分別是：可編程連續單發，射速高達175發／分鐘；和全自動，射速則是520—620發／分鐘。該機炮的操作，比如待擊和擊發，是由機炮手控制箱的遙控器作電力驅動，和在輔助模式時以手動搖動曲柄和踏板式扳機由機械方式驅動。
歐瑞康KBA 25毫米炮已被設計為具有與各種類型，包括尺寸較小和重量輕便的各種炮架一體化的可行性，例如：
- 裝步戰車、装甲输送车以上的人手控制（1至2名操作者）或遙控式砲塔
- 防空炮架
- 海軍軍艦炮架
- 直升機炮架

該機炮型號亦被視為舊式20毫米機炮的後繼型號，因為KBA具有較大威力的特性，例如比120克更重的180克彈頭，而整發彈藥的重量更達到300克，超過了過去的型號。武器具有用於加強結構和增加與空氣接觸的表面積的橫向肋條，這種技術有助於槍管冷卻的同時，系統不需要水或其它液體冷卻。
除了火力強大以外，歐瑞康KBA 25毫米機炮亦因具有與20毫米機炮大約相同的發射速率而具有顯著的火力效果，但火控系統沒有因而特別複雜，它被轉移到相同的射擊距離，而射擊仰角亦由+60°被限制（降低）至+50°，因此更適合於攻擊水面目標，或者至少在低海拔地區射擊。它的重量在沒有其他原因以下也僅僅稍微加重，在不含準備射擊彈藥以下也只是由1,050公斤（2,314.85磅）升至1,200公斤（2,645.55磅）。其尺寸為寬1.60米，長3,844米和高1.8米。射速為550發／分鐘，272發準備射擊彈藥而無需重新裝填。
歐瑞康KBA可以使用出各式各樣已經為其研製的彈藥，它有能力擊毀它很有可能會遇到的大部分裝甲戰鬥車輛，包括某些坦克。它所使用的彈藥也可以在各種武器如其後的美国M242「巨蝮」、GAU-12「平衡者」，或法国GIAT M811武器系統上使用。它有能力發射美國製造的彈藥以及於北約之中相若的彈藥。可使用的彈藥可從穿甲彈、高爆彈等彈藥之間進行選擇。這也是得益於其有效範圍達到了2,000公尺（2,187.23码，6,561.68英尺，1.24英里）。該機炮並非完全由任何設備（例如火控雷達）和目標或在炮架後方，使用著具有與炮管同軸的夜視功能的指示光電瞄準具的操作者所支配。機炮的雙向輸彈槽是由伺服機構电机所驅動的，並需要由不同的電源供電，才能使冗餘性實現：通常的電源是由該船舶的電力系統供給，但是在需要時或緊急情況時，其內置的24伏特电池可讓機炮維持操作30分鐘；而在30分鐘以後的控制和操作都會完全依靠手動。
除了在意大利海軍的司令級巡邏艦上服役外，歐瑞康KBA 25/80亦安裝在加富爾號航空母艦、安德烈亞·多里亞級驅逐艦、卡洛·伯伽米尼級巡防艦、塔翁·迪雷韋爾級巡防艦、天狼星級巡邏艦、仙后座級巡邏艦和智慧女神級巡邏艦（已除役）等軍艦上，它主要是用作防空與反小型艦艇的武器，另外也裝在義大利港務和海岸警衛隊的上。
各種類型的可用彈藥配以獨特的即時彈藥選擇設備（IASD）和射速達到520—620發／分鐘的各種可選擇射擊模式，可支緩其任何類型的操作使用。

## 歷史
1964年，美國TRW公司受委託研發一款25毫米的武器，而歐瑞康—比爾萊機床工廠則負責研發彈藥和內彈道學。
兩者都是為了滿足1980至1990年代步兵戰車裝備的要求，例如：
- 彈藥性能，能貫穿25毫米裝甲鋼，60°（北約）撞擊角度，1,000公尺（1,093.61碼，3,280.84英尺，0.62英里）射程內，對應裝步戰車的裝甲。
- 即時彈藥選擇，可用以攻擊不同目標
- 可選擇的發射模式，可作精確的單發射擊，發射速度超過550發／分鐘，用於攻擊敵方飛行器
- 結構緊湊，重量輕便，可安裝在装甲输送车的砲塔以內
- 操作簡單並且可由步兵手動使用

三年後的1967年初，在歐瑞康—比爾萊機床工廠以內，使用首兩門美國製原型（後座作用）機炮（TRW-6425）進行了技術試驗和發射試驗，隨後又在另一個北約成員國進行了第一次示範。
然而，在試驗中，美國的原型炮出現了一些基本的功能缺陷。這說服了歐瑞康—比爾萊機床工廠自行展開研發工作，進行系統改造，從而實現所需要的功能可靠性，使試驗順利完成。1970年，它們生產了10台氣動式機炮。當第一批原型炮可以發射時，還需要提供合適的砲塔。1967年，歐瑞康—比爾萊機床工廠與一家知名的分包商簽訂了協議，共同研發和生產25毫米炮塔。這些砲塔首先適合裝在北約國家軍隊的M113 C&V（又稱：M113 C&R）以上。在1969年至1971年間，完整的系統、機炮、手推式炮塔和彈藥都經歷了詳細的發射試驗。經過特別新型研發功夫，致力於提高功能其可靠性、耐用性和擊發精度；終於在1971年，武器系統已經取得了足夠的進展，能夠滿足嚴格的規格要求，並將其交付給荷蘭。

## 彈藥
歐瑞康KBA可以使用一系列種類廣泛的彈藥，各種已經專門研製的彈藥可用以攻擊及擊破地面和空中目標。彈藥需符合按照MIL-STD以上的所有處理及操作安全要求，並在其推出和標準化以後成為北約25×137毫米彈藥之前經受北約成員國的嚴格試驗。
目前25毫米彈族包括6種主要戰時彈藥和2訓練彈藥：
- APFSDS-T：尾翼穩定脫殼穿甲曳光彈，為用以對付裝甲地面目標的彈種。
- APDS-T：脫殼穿甲曳光彈，為用以打擊裝甲地面目標的彈種。
- FAPDS-T：破片脫殼穿甲曳光彈，為用以打擊空中、地面和城市目標的彈種。
- TPDS-T：打靶實訓用脫殼穿甲曳光彈，為上述次口徑類型彈藥的短距離訓練彈。
- SAPHEI-T：半穿甲高爆燃燒（英语：High-explosive incendiary）曳光彈，為用以打擊具有良好保護目標的彈種。
- HEI-T：高爆燃燒曳光彈，為用以打擊具有輕型保護目標的彈種。
- MP-T：多用途曳光彈。
- TP-T：打靶實訓用曳光彈，為上述全口徑類型彈藥的訓練彈。

## 衍生型

### 歐瑞康KBB

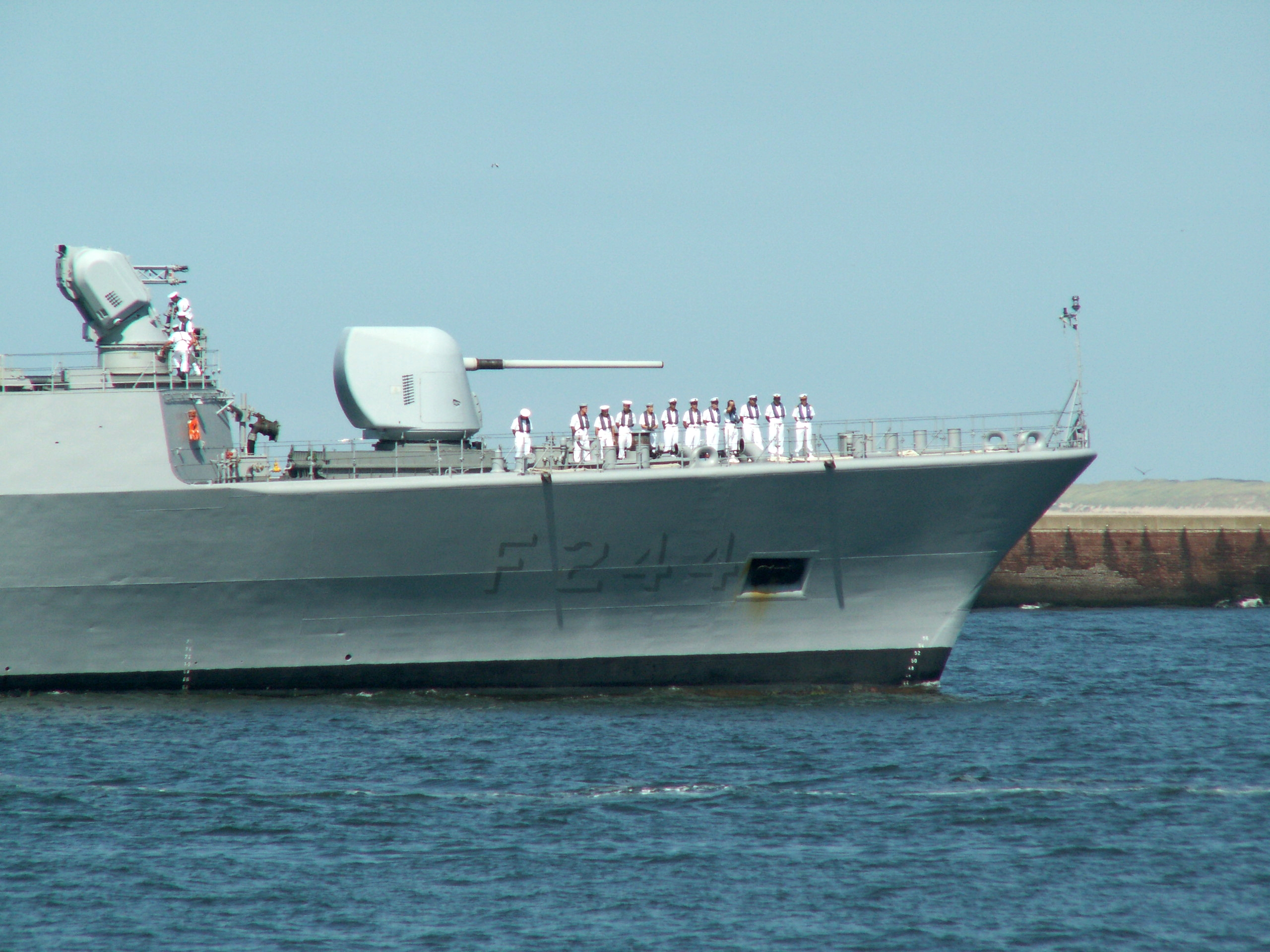
位於巴巴洛斯級巡防艦艦艏B炮位的海天頂近迫武器系統

歐瑞康KBB（英語：Oerlikon KBB）是歐瑞康KBA於1980年代初期研製的改進型。歐瑞康KBB發射口徑相同但火力更為強大的25×184毫米機炮炮彈，在彈頭重量和初速兩方面都有所增加。該機炮雖然沒有被車輛採用的例子，但在土耳其海軍中則是以海天頂近迫武器系統（Sea Zenith）中的內置機炮之姿採用。這四管防空系統具有每門約800發／分鐘、共3,400發／分鐘的射速。

### 歐瑞康KBD
歐瑞康KBD（英語：Oerlikon KBD）是7管式加特林機砲型號。歐瑞康KBD連彈藥的重量1,600公斤（3,527.39磅），發射與歐瑞康KBB相同的25×184毫米機炮炮彈，雖然掛著CIWS之名，但尚未被採用及實際部署。此外，歐瑞康KBD是歐瑞康公司研製的第一款加特林機炮。

## 使用國
- 義大利
  - 標槍步兵戰車
  - 箭式步兵戰車（英语：Freccia IFV）
  - 半人馬裝甲車
  - 西達姆25自行防空炮
  - 加富爾號航空母艦
  - 安德烈亞·多里亞級驅逐艦
  - 卡洛·伯伽米尼級巡防艦
  - 塔翁·迪雷韋爾級巡防艦
  - 智慧女神級巡邏艦（英语：Minerva-class corvette）
  - 天狼星級巡邏艦
  - 仙后座級巡邏艦（英语：Cassiopea-class patrol vessel）
  - 司令級巡邏艦
  - 斯特龍博利級綜合補給艦（英语：Stromboli-class replenishment oiler）
  - 艾特納級綜合補給艦（英语：Etna-class replenishment oiler）
  - 火山級綜合補給艦（英语：Vulcano-class logistic support ship）
  - 十八級近海巡邏艦（英语：Diciotti-class offshore patrol vessel）
- 日本
  - 87式偵察警戒車
- 荷蘭
  - YPR-765步兵戰車（英语：YPR-765）
- 羅馬尼亞
  - MLI-84步兵戰車
- 斯洛維尼亞
  - 聯合輕型戰術車
- 土耳其
  - 巴巴洛斯級巡防艦
  - 亞維兹級巡防艦（英语：Yavuz-class frigate）
- 菲律賓
- 巴林
- 智利
- 埃及

## 圖集

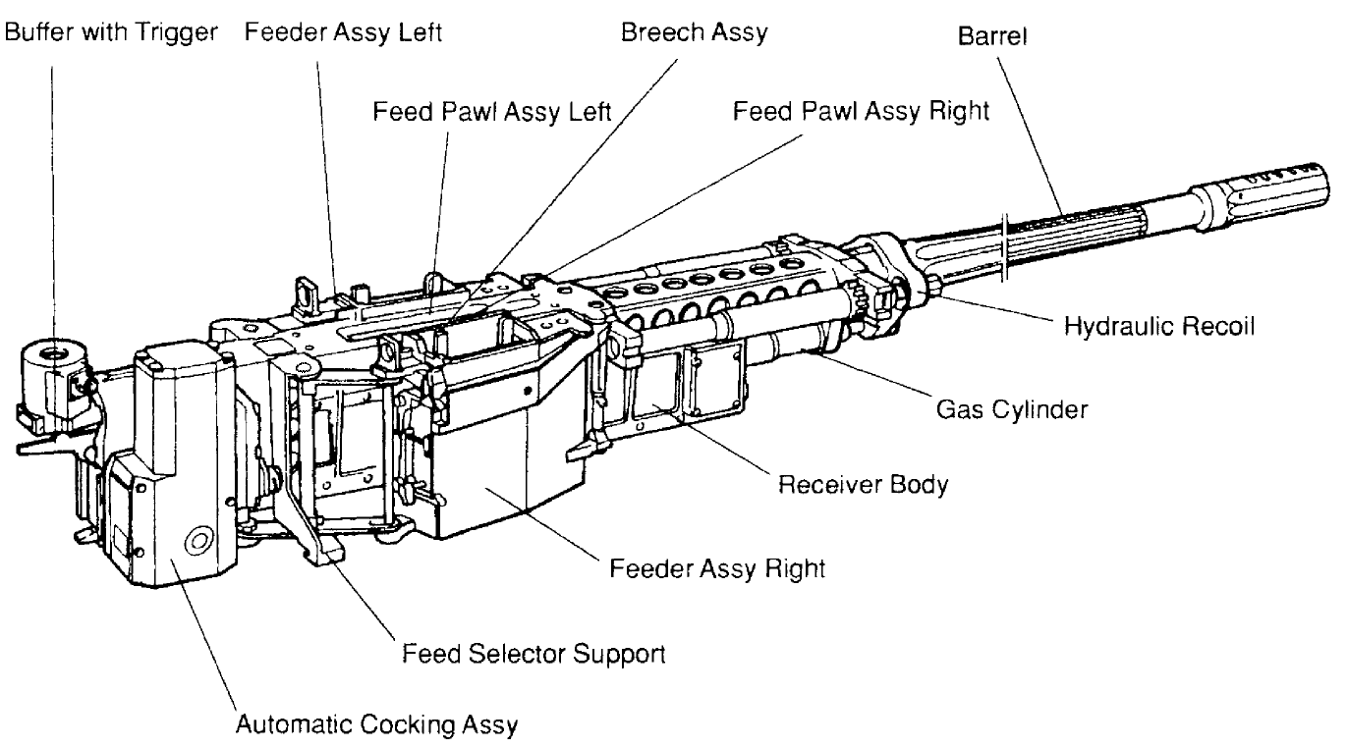
歐瑞康KBA 25/80機炮內部結構說明圖
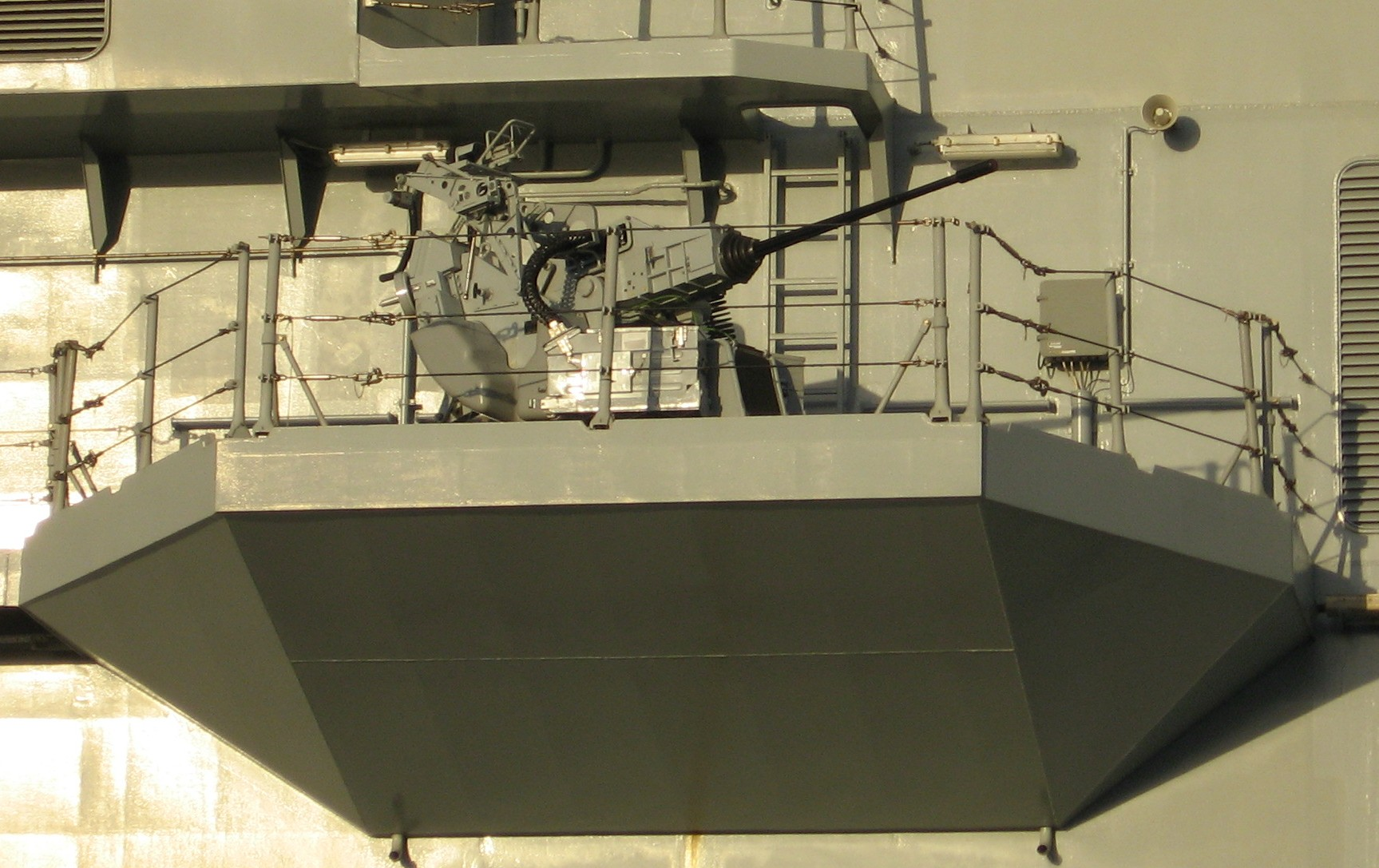
加富爾號航空母艦上設為高平兩用炮的歐瑞康KBA 25/80機炮
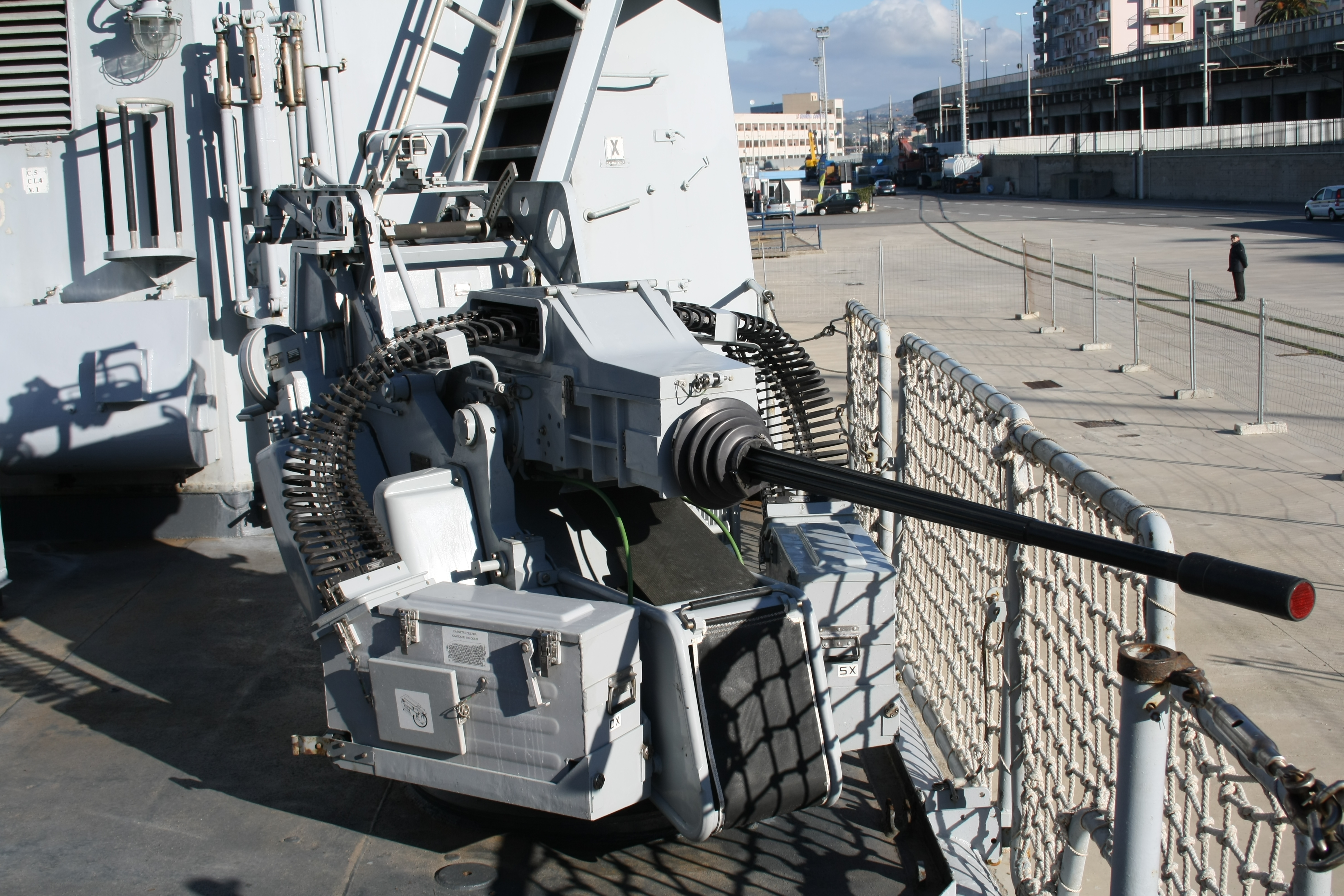
歐瑞康KBA 25/80機炮側面
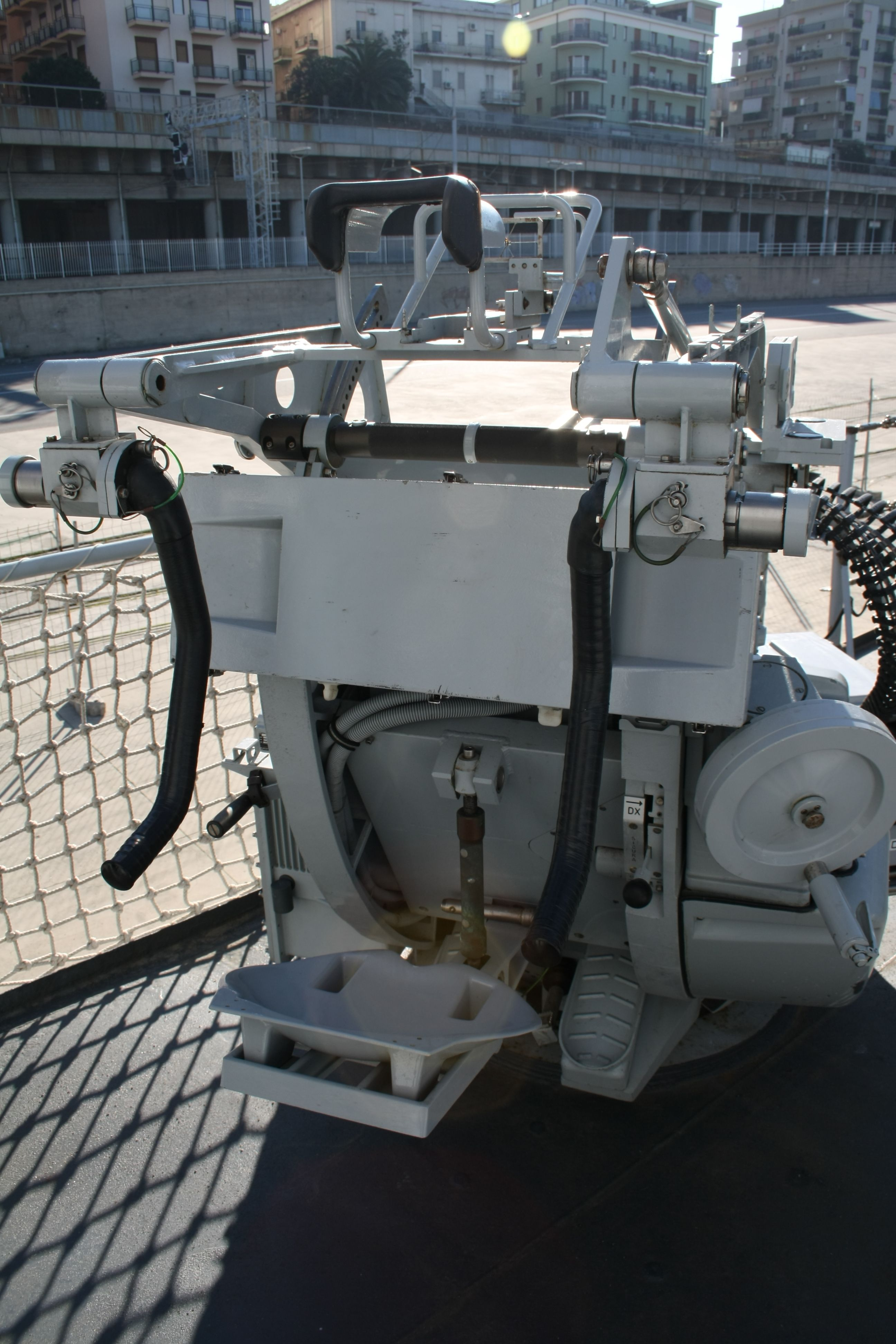
歐瑞康KBA 25/80機炮背面
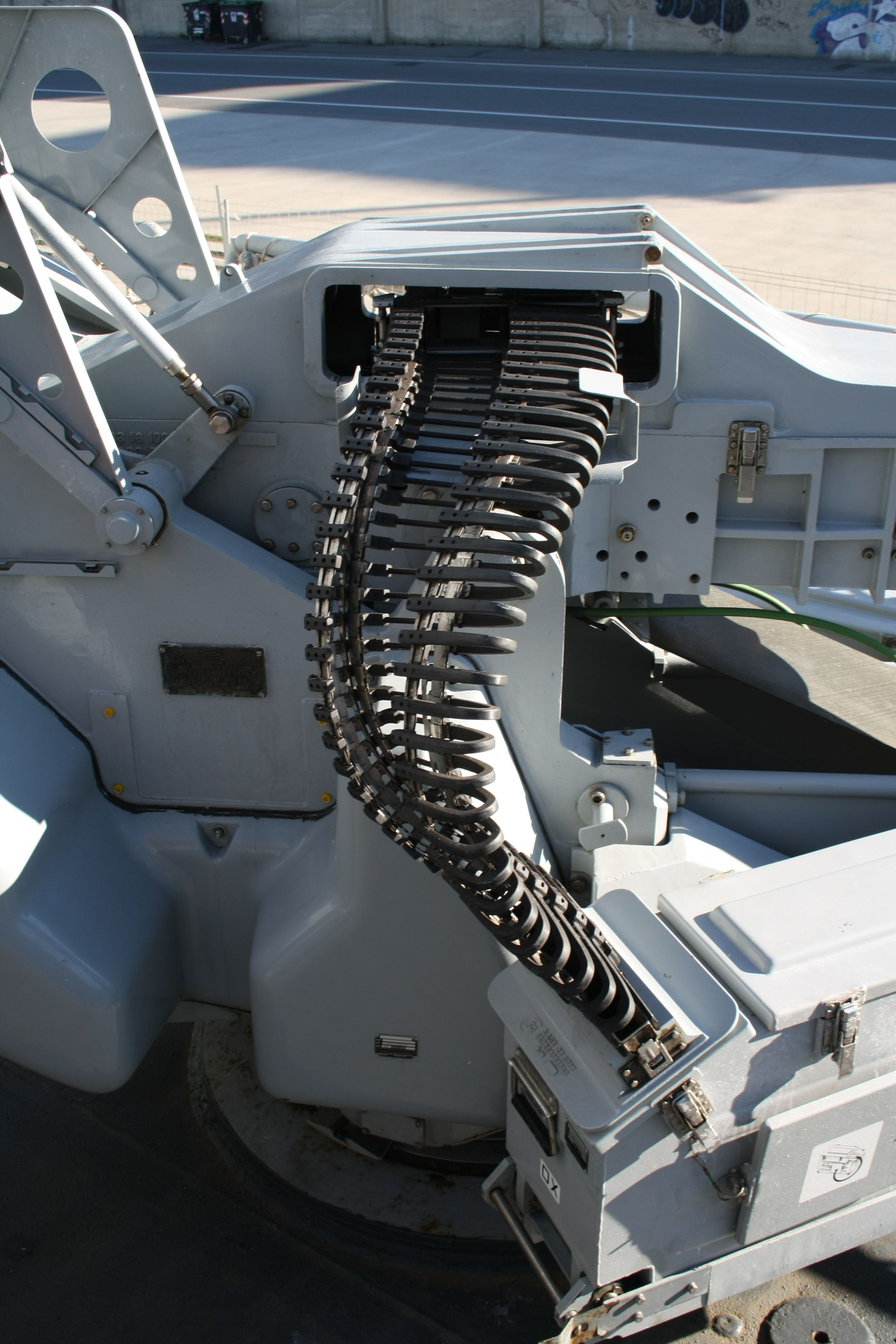
歐瑞康KBA 25/80機炮左側的輸彈槽
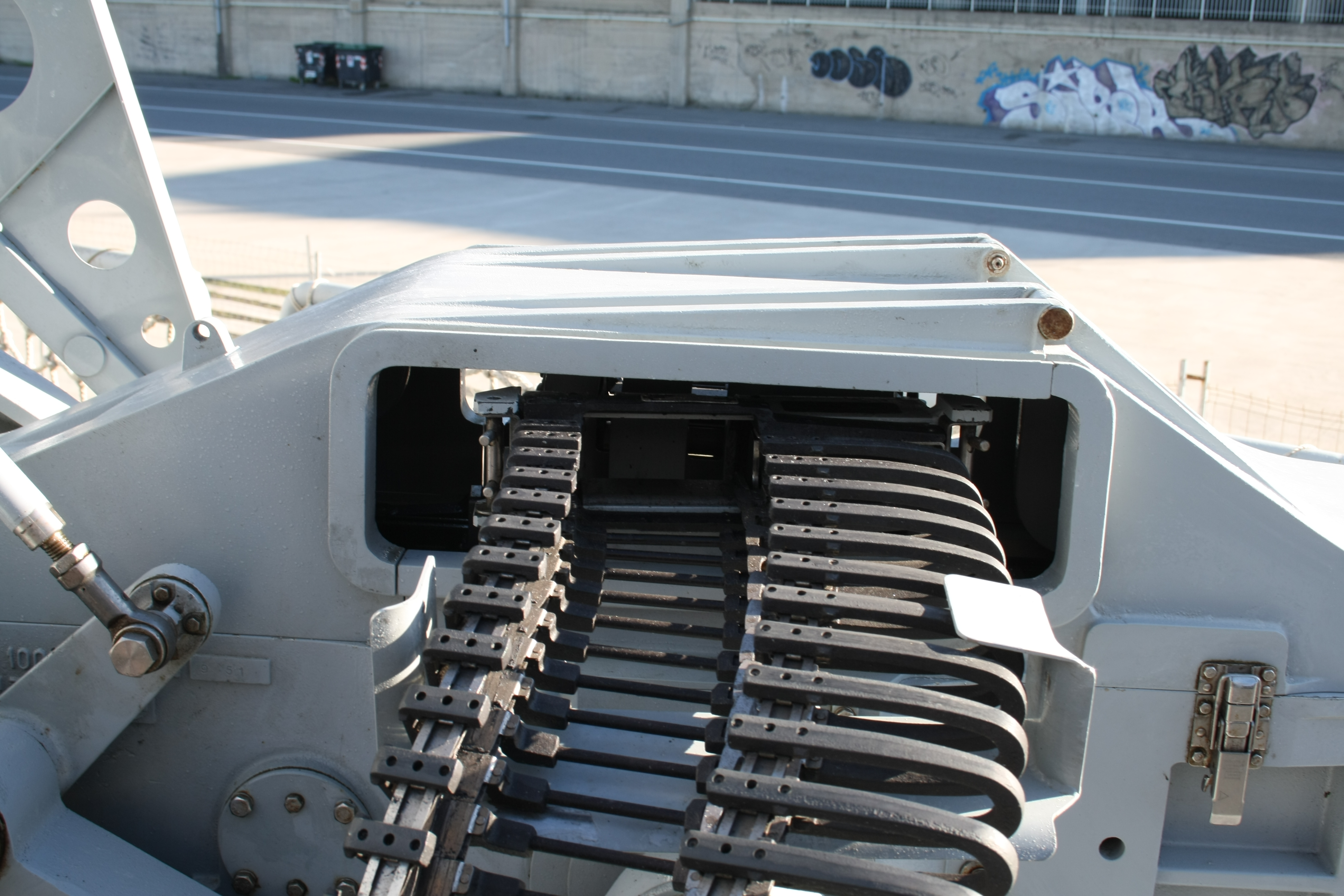
歐瑞康KBA 25/80機炮左側的進彈口
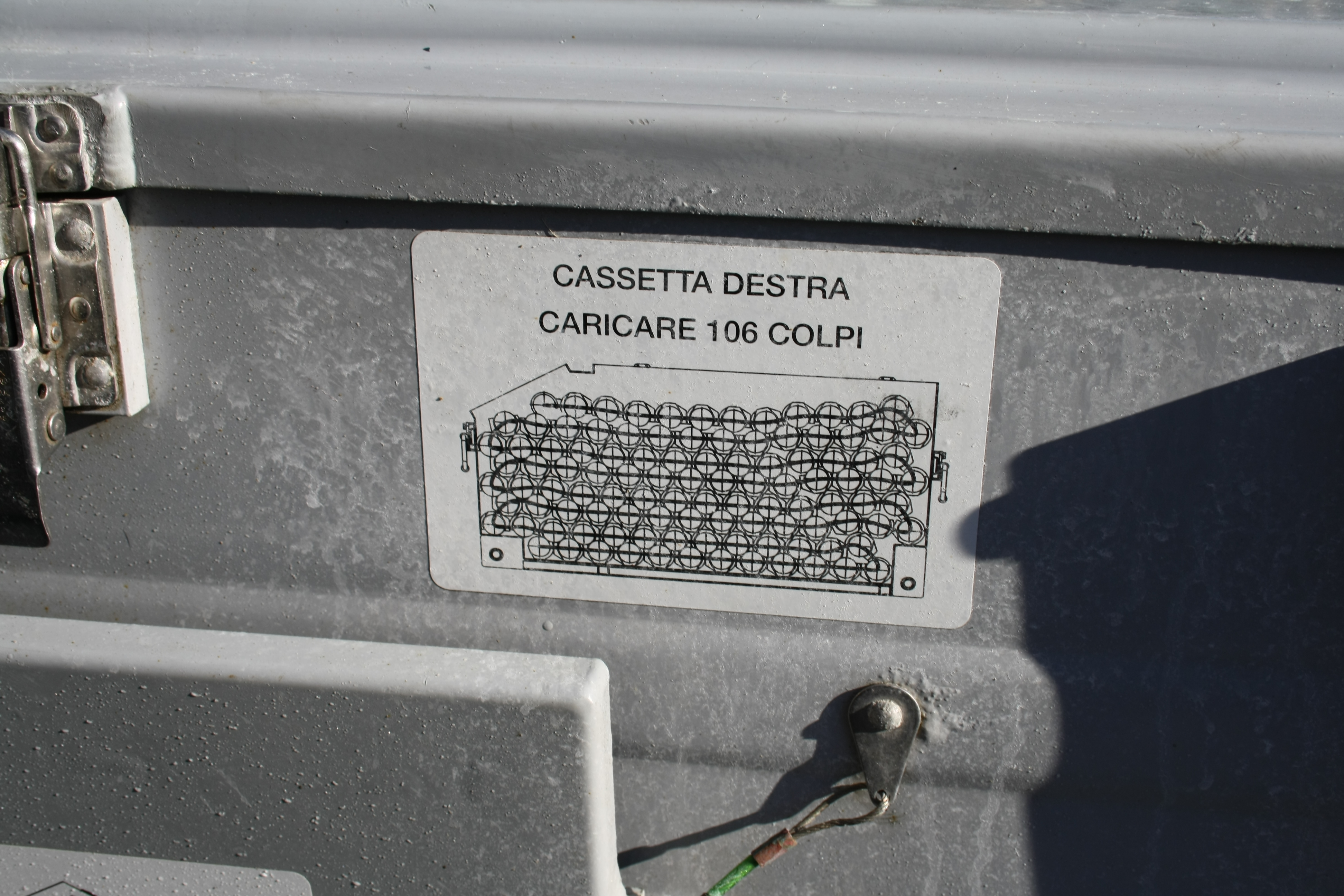
歐瑞康KBA 25/80機炮左側的彈倉
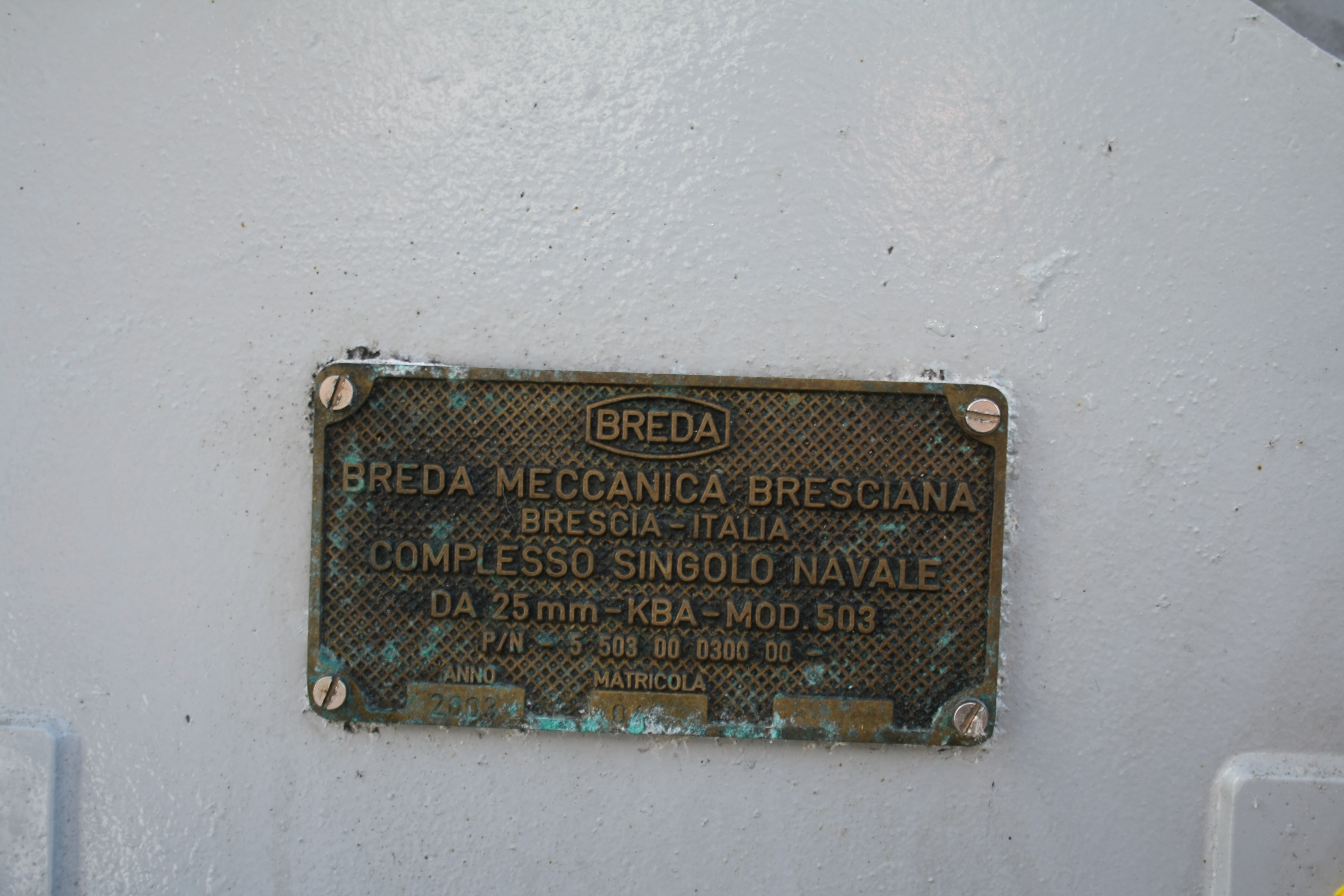
歐瑞康KBA 25/80機炮的出廠印牌
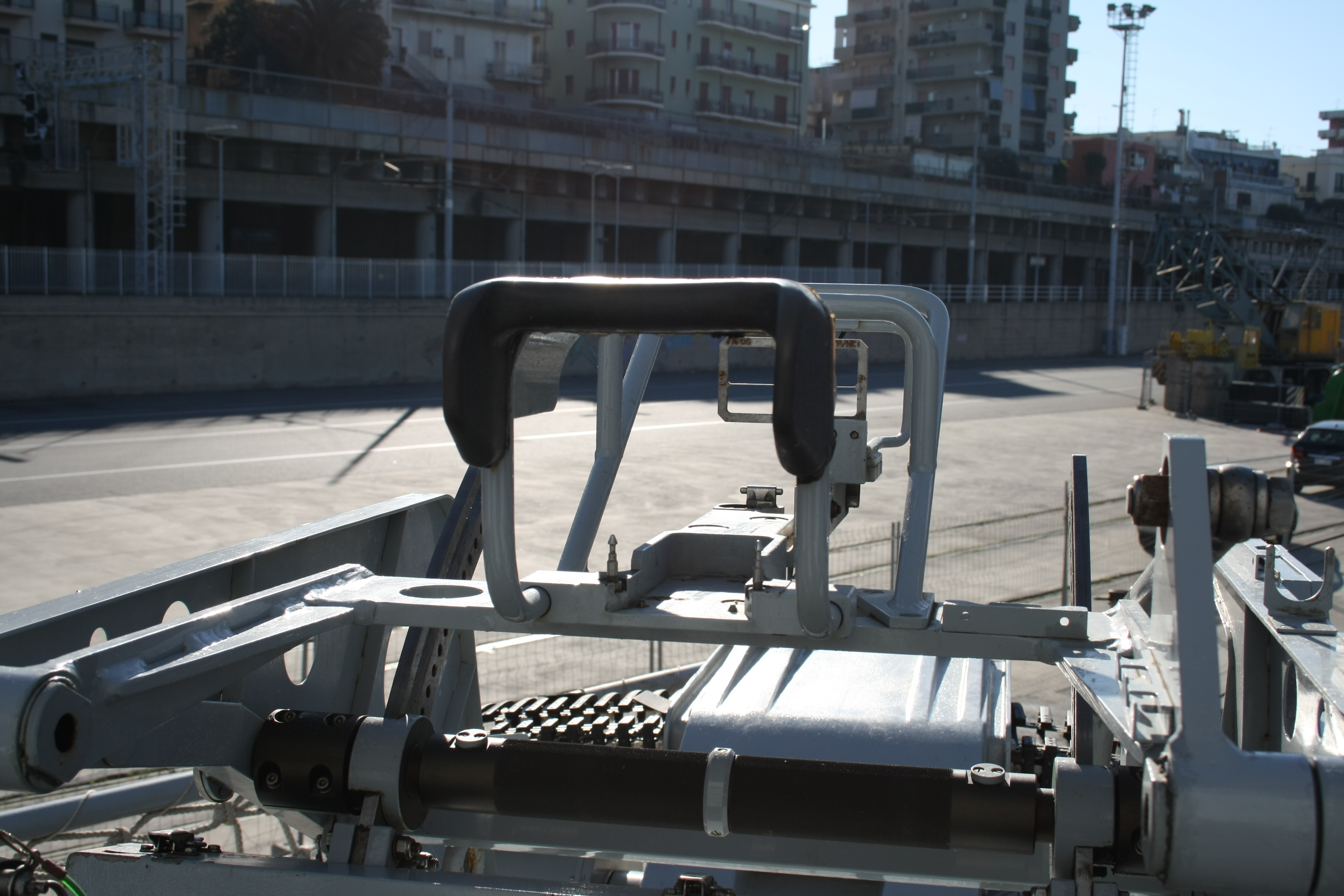
歐瑞康KBA 25/80機炮的瞄具
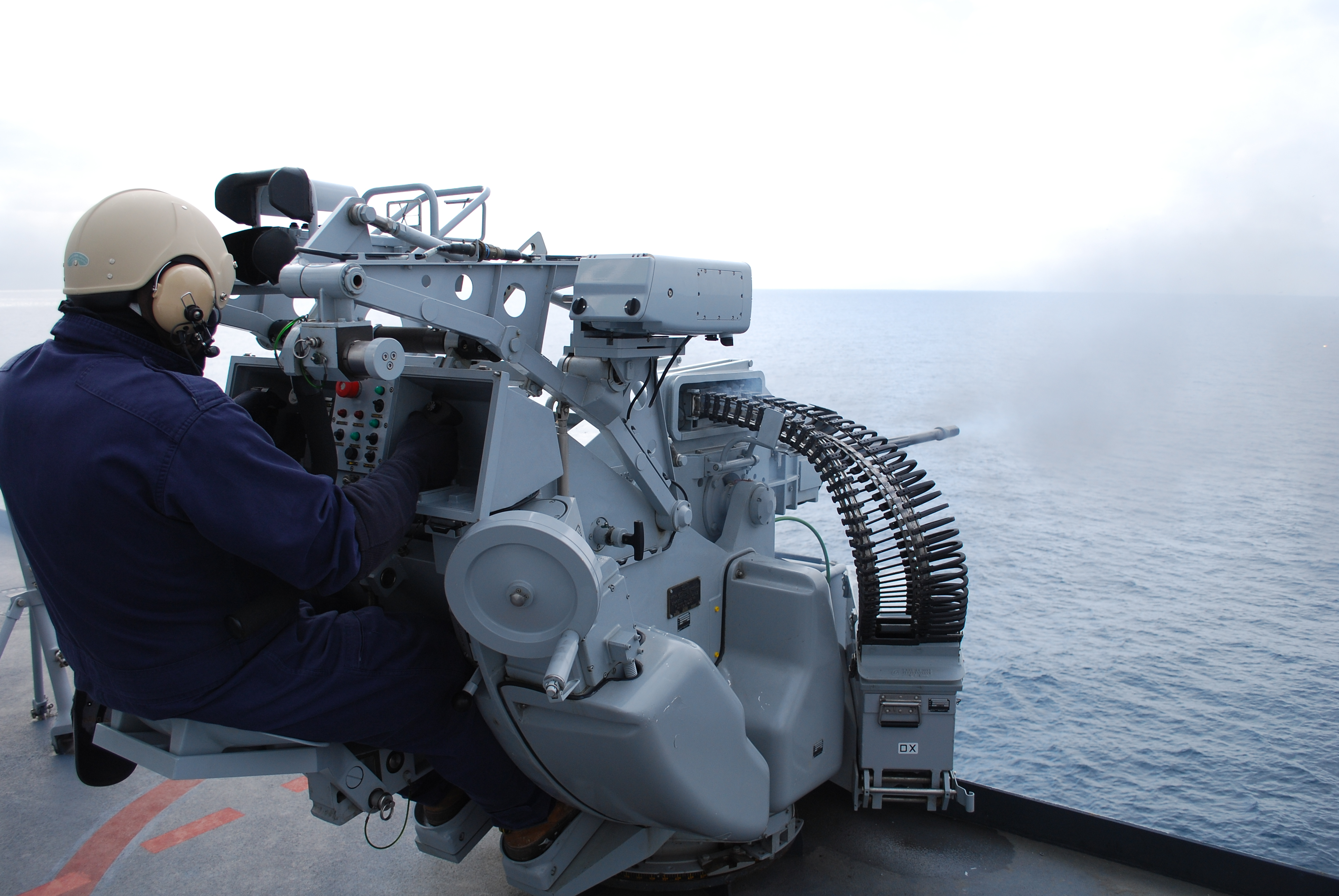
在安德烈亞·多里亞級驅逐艦上使用歐瑞康KBA 25/80機炮進行射擊訓練的水兵
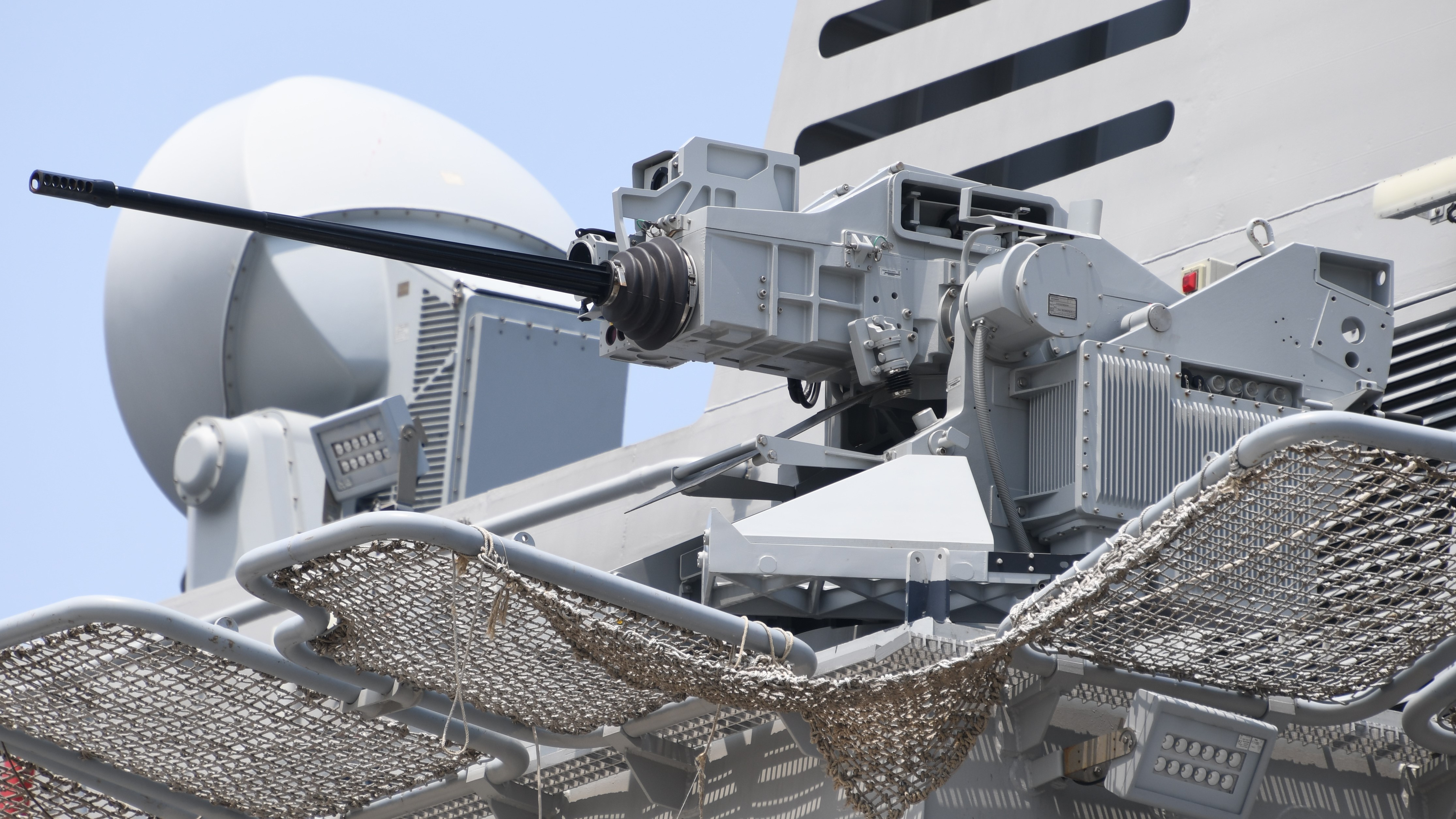
塔翁·迪雷韋爾級巡防艦上設為遙控武器系統的歐瑞康KBA 25/80機炮
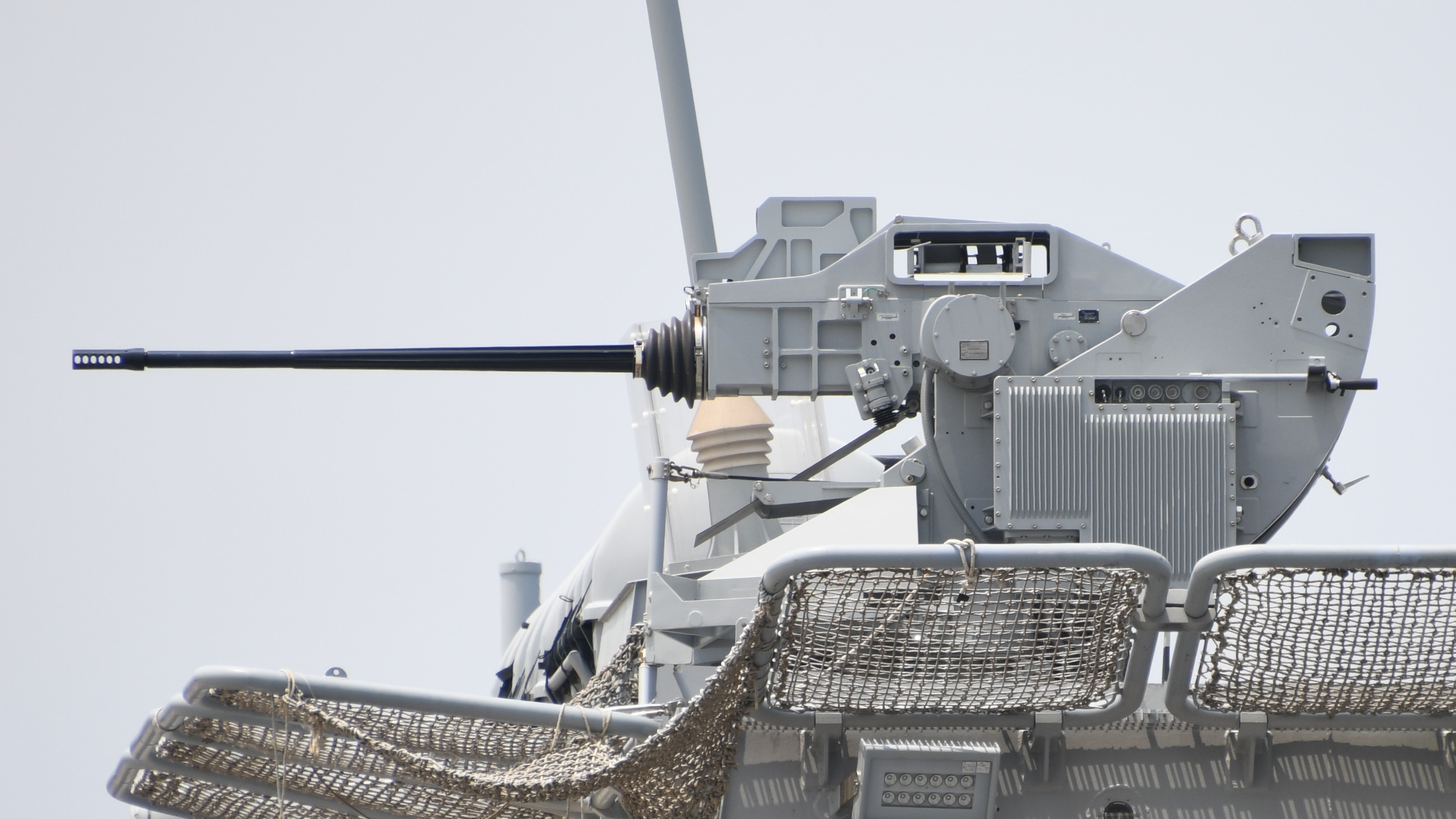
歐瑞康KBA 25/80遙控機炮側面
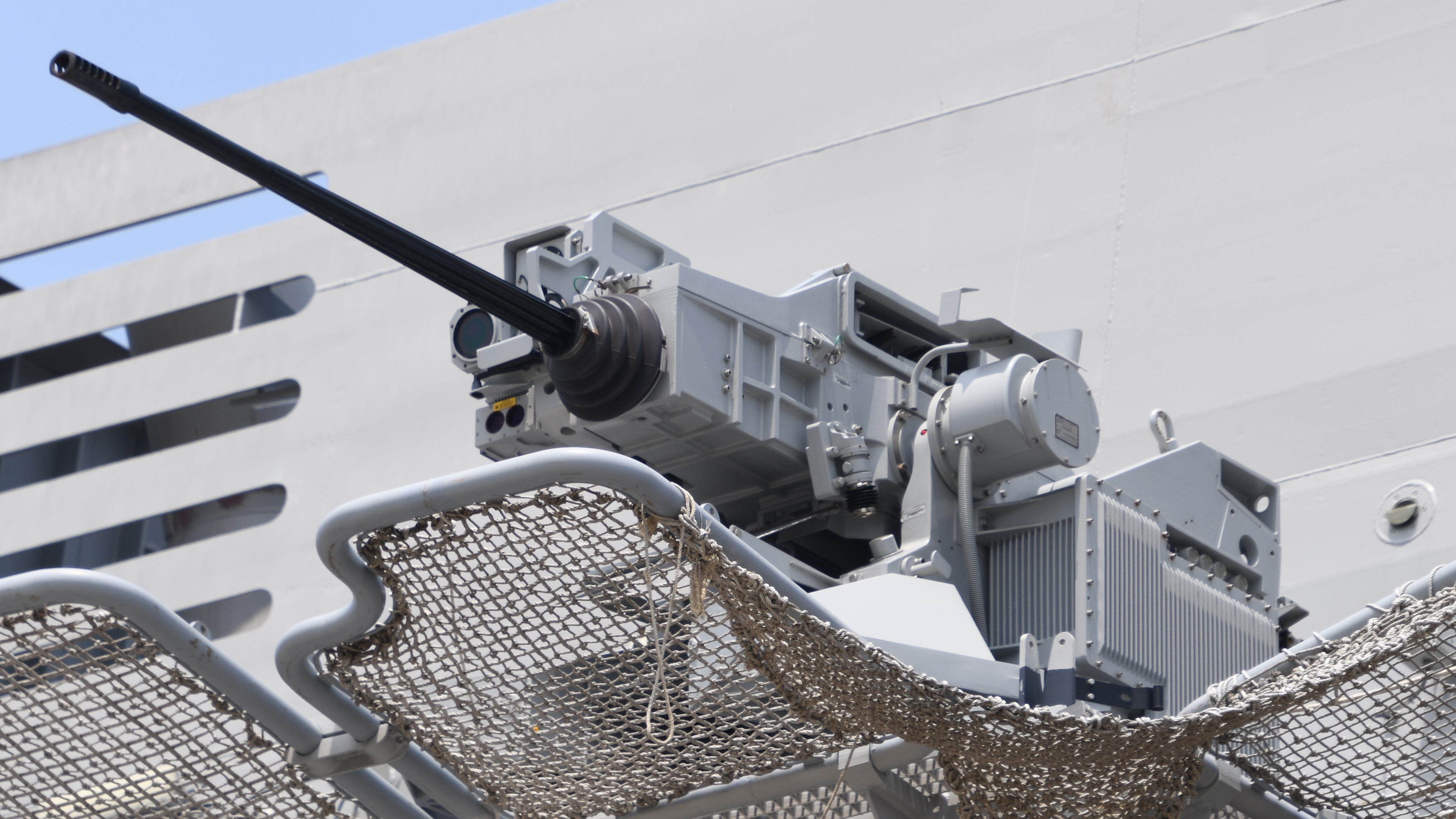
歐瑞康KBA 25/80遙控機炮下面
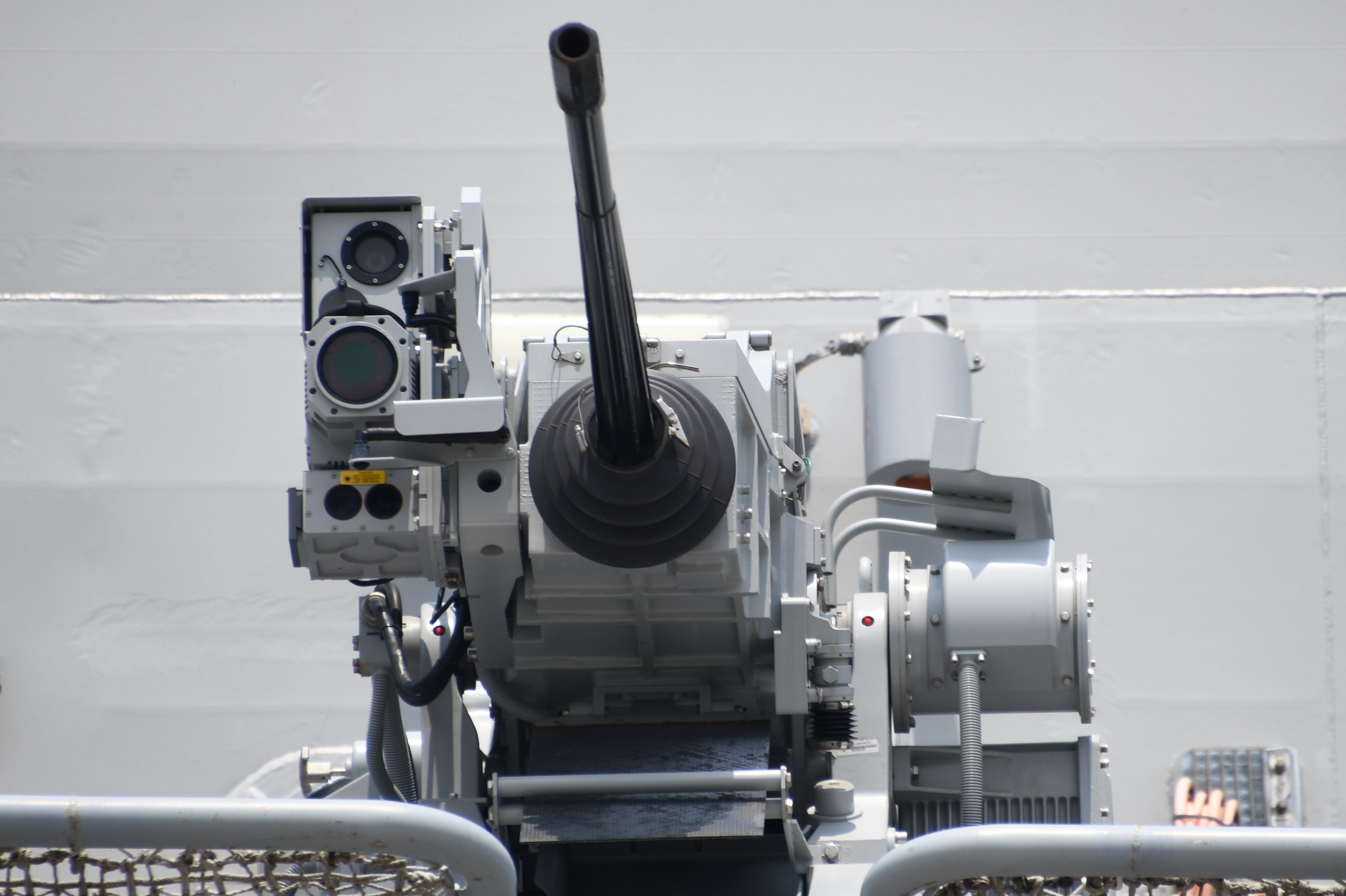
歐瑞康KBA 25/80遙控機炮正面
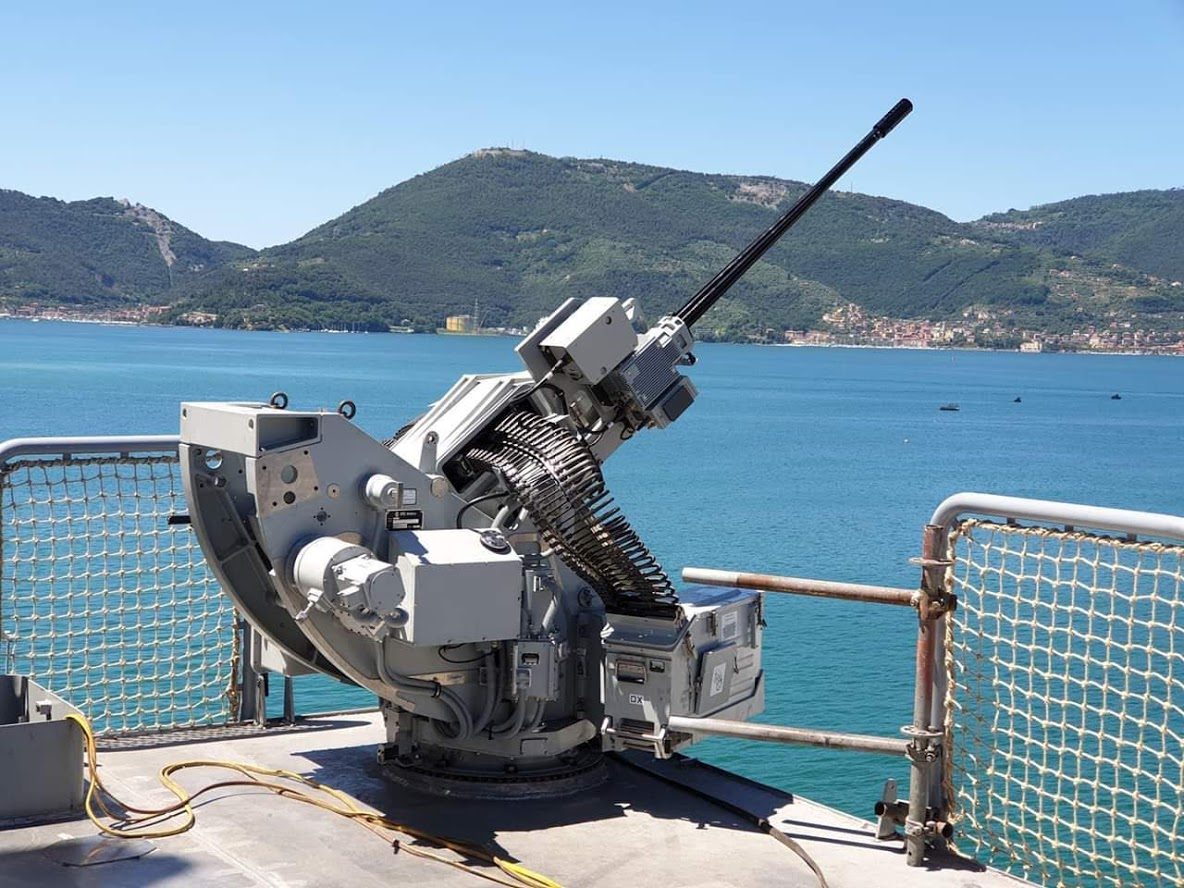
歐瑞康KBA 25/80遙控機炮背面
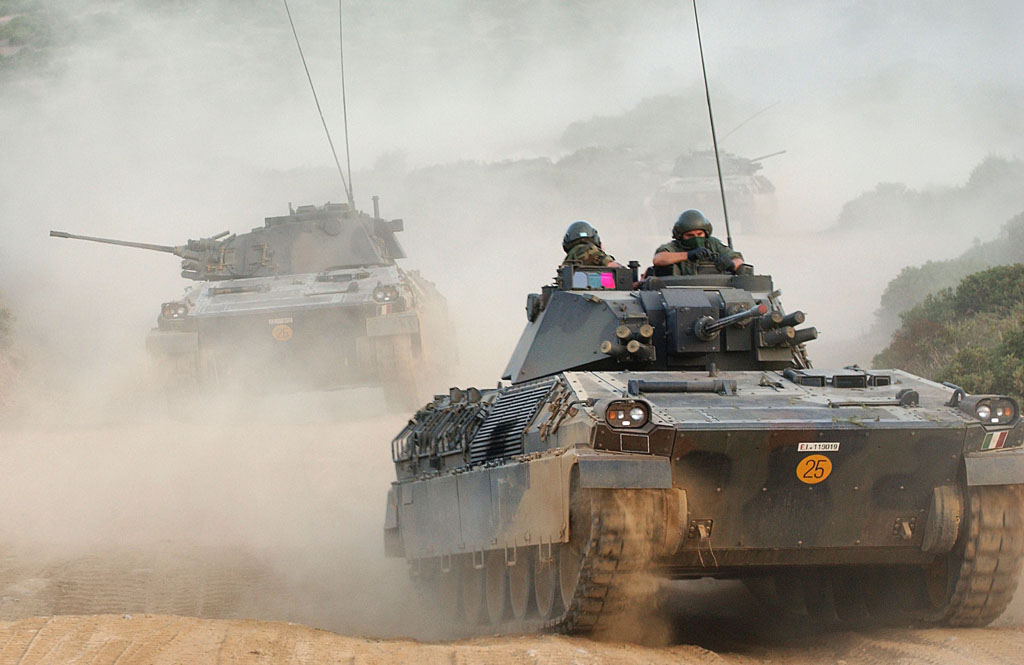
標槍步兵戰車的歐瑞康KBA 25/80機炮炮塔
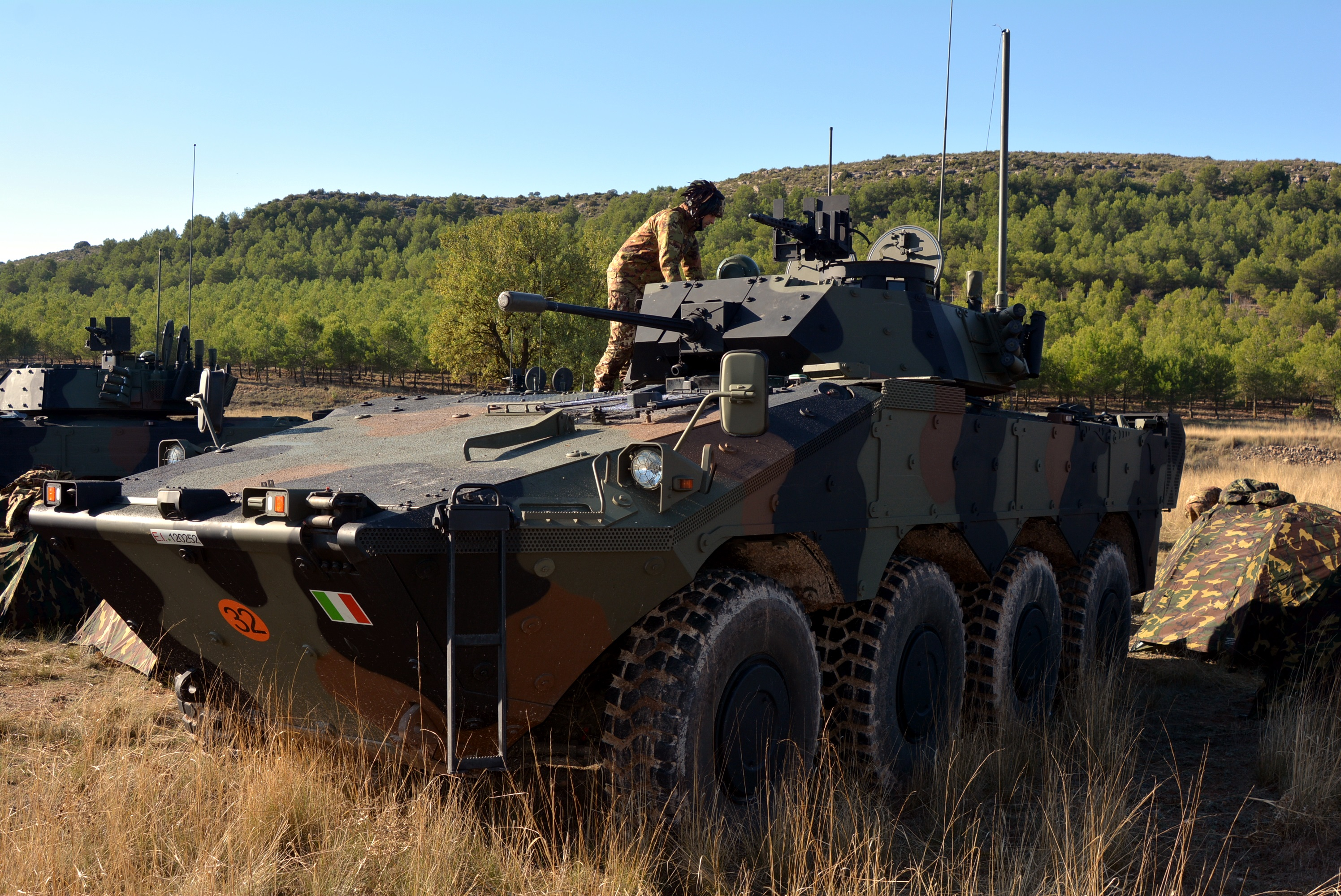
箭式步兵戰車（英语：Freccia IFV）的歐瑞康KBA 25/80機炮炮塔
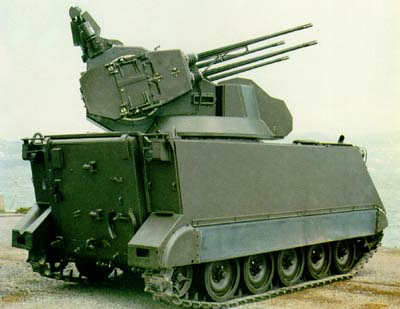
西達姆25自行防空炮的四聯裝歐瑞康KBA 25/80機炮炮塔
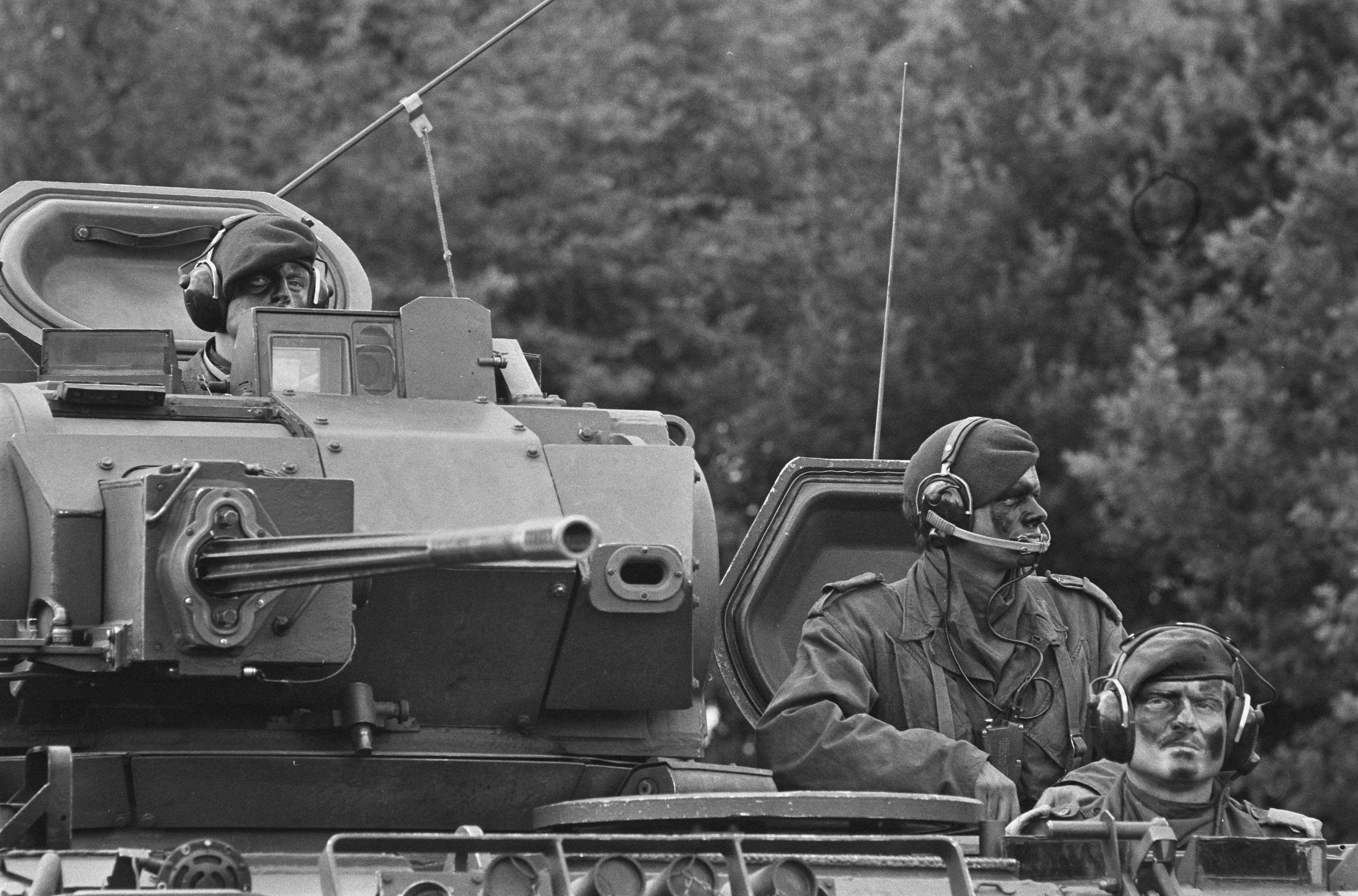
YPR-765步兵戰車（英语：YPR-765）的歐瑞康KBA 25/80機炮炮塔
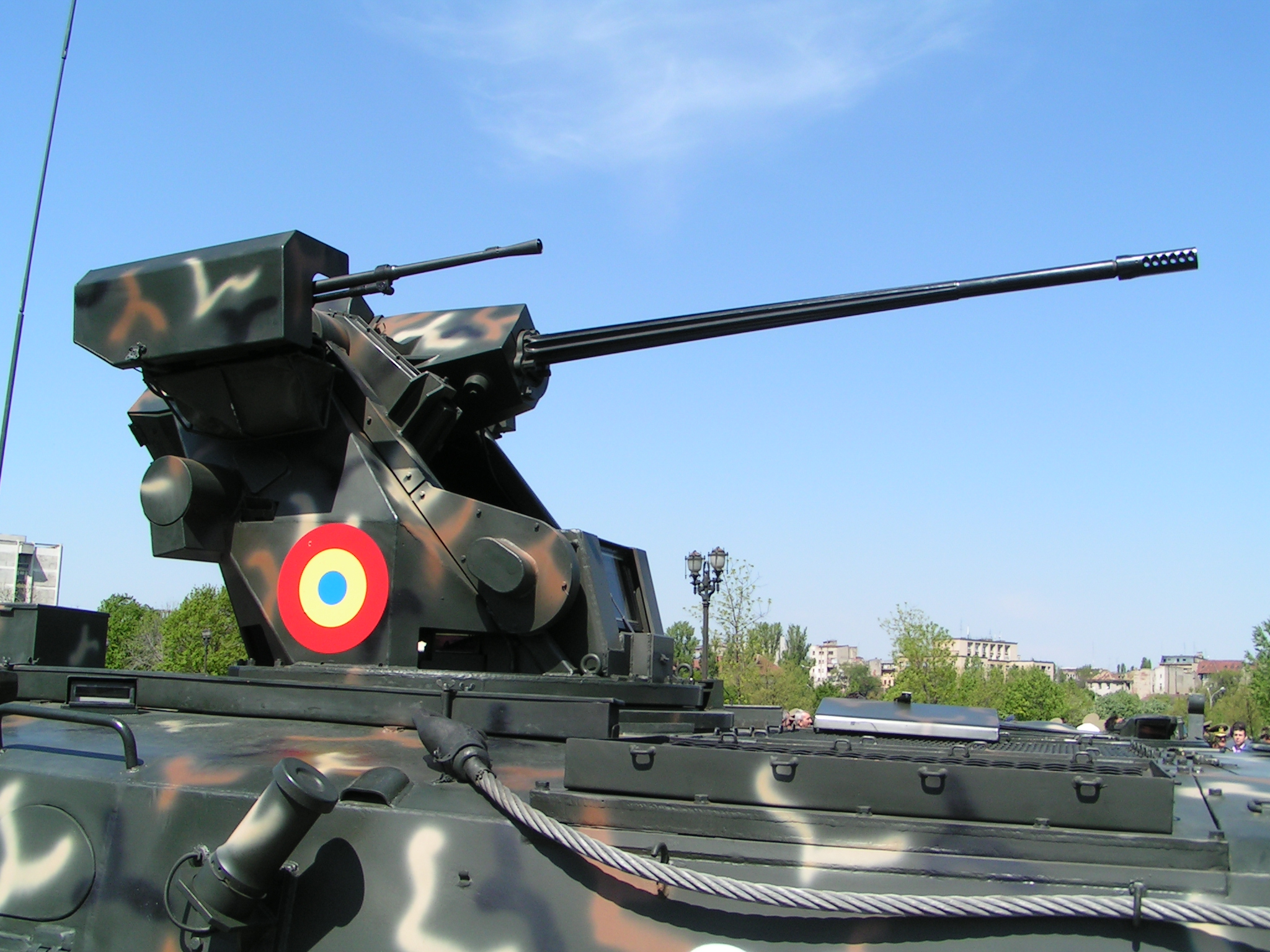
MLI-84步兵戰車的歐瑞康KBA 25/80機炮炮塔
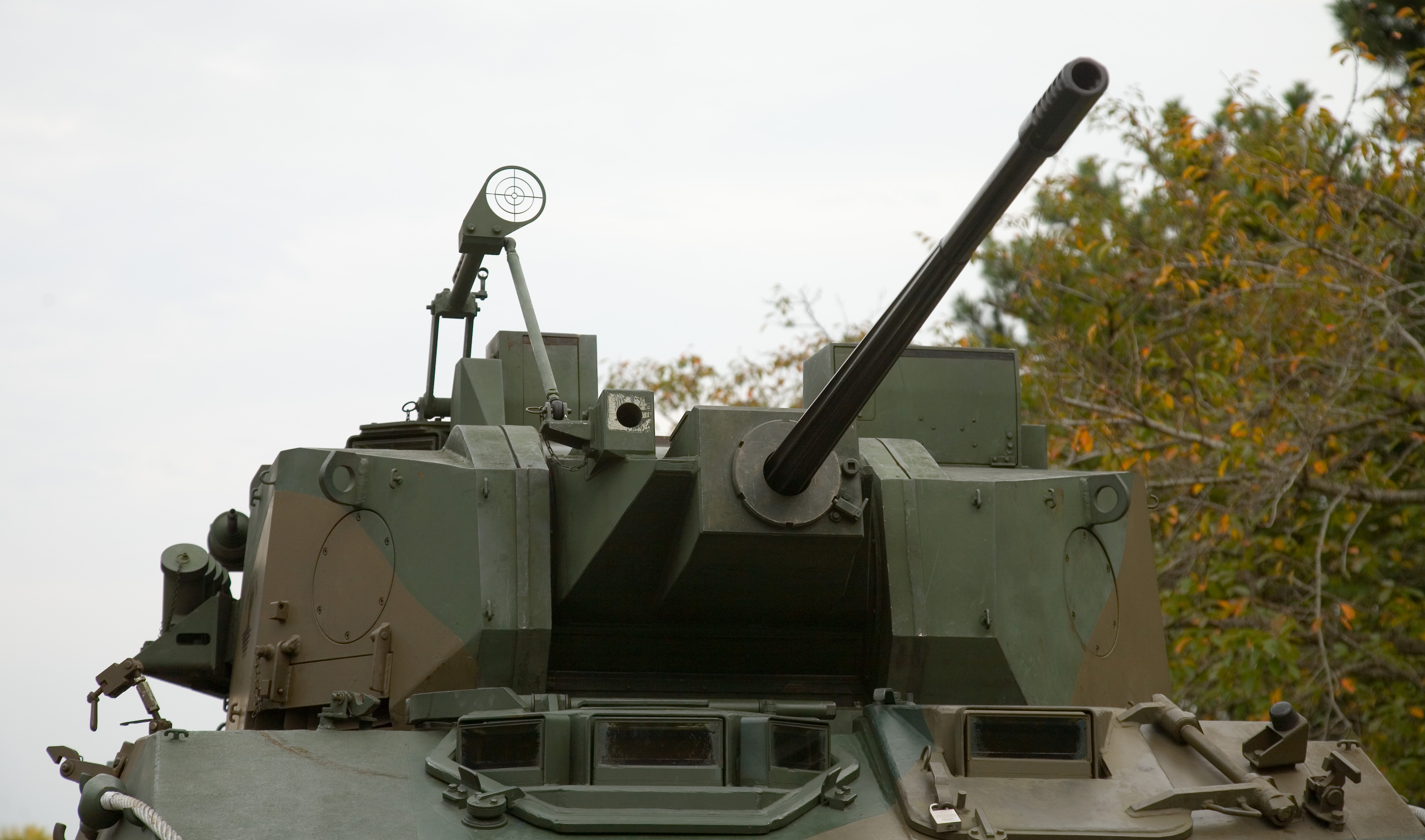
87式偵察警戒車的歐瑞康KBA 25/80機炮炮塔
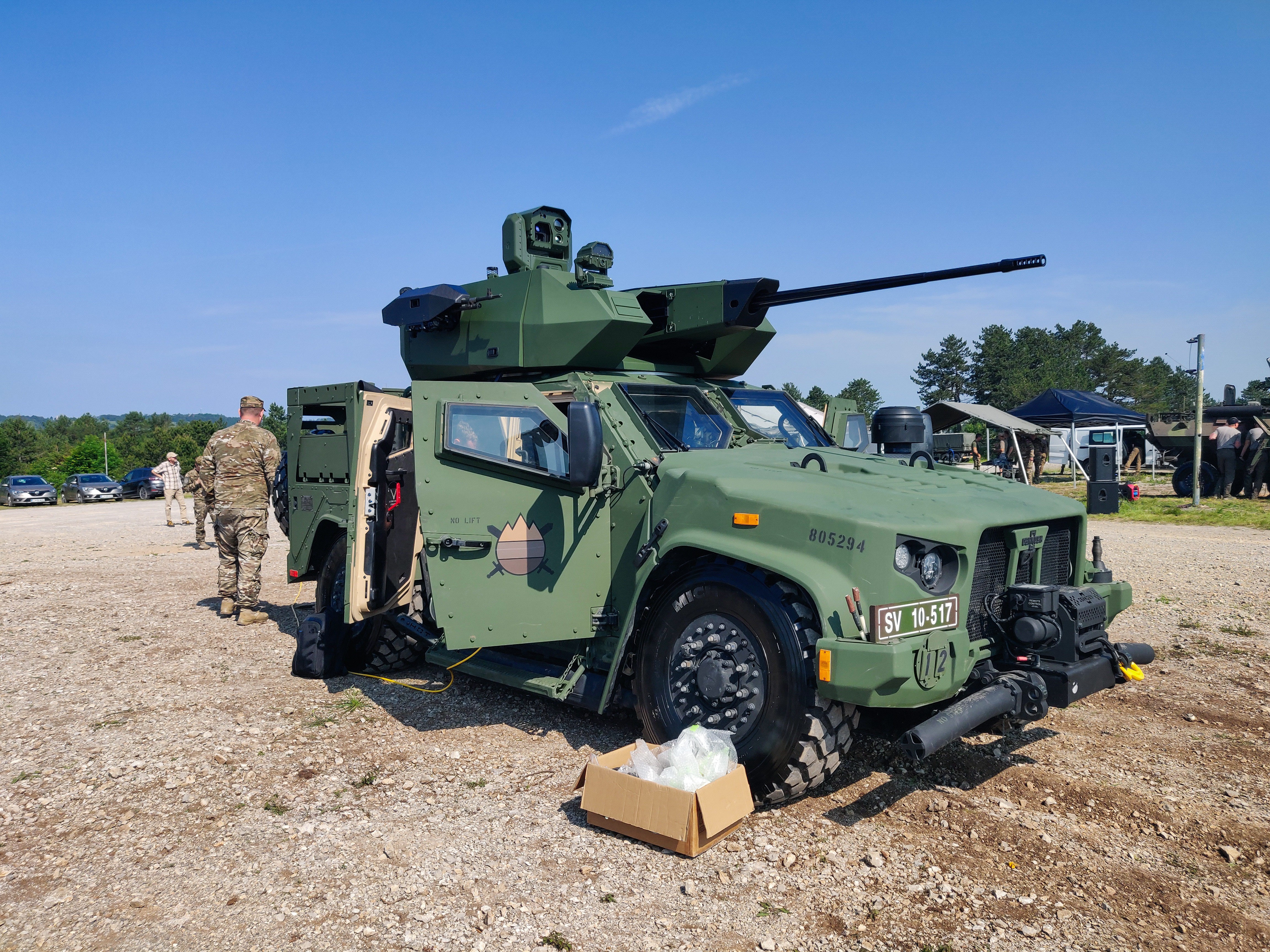
斯洛維尼亞陸軍（英语：Slovenian Ground Force）聯合輕型戰術車所配備的MANGART 25野戰防空系統上設為高射炮的歐瑞康KBA 25/80機炮
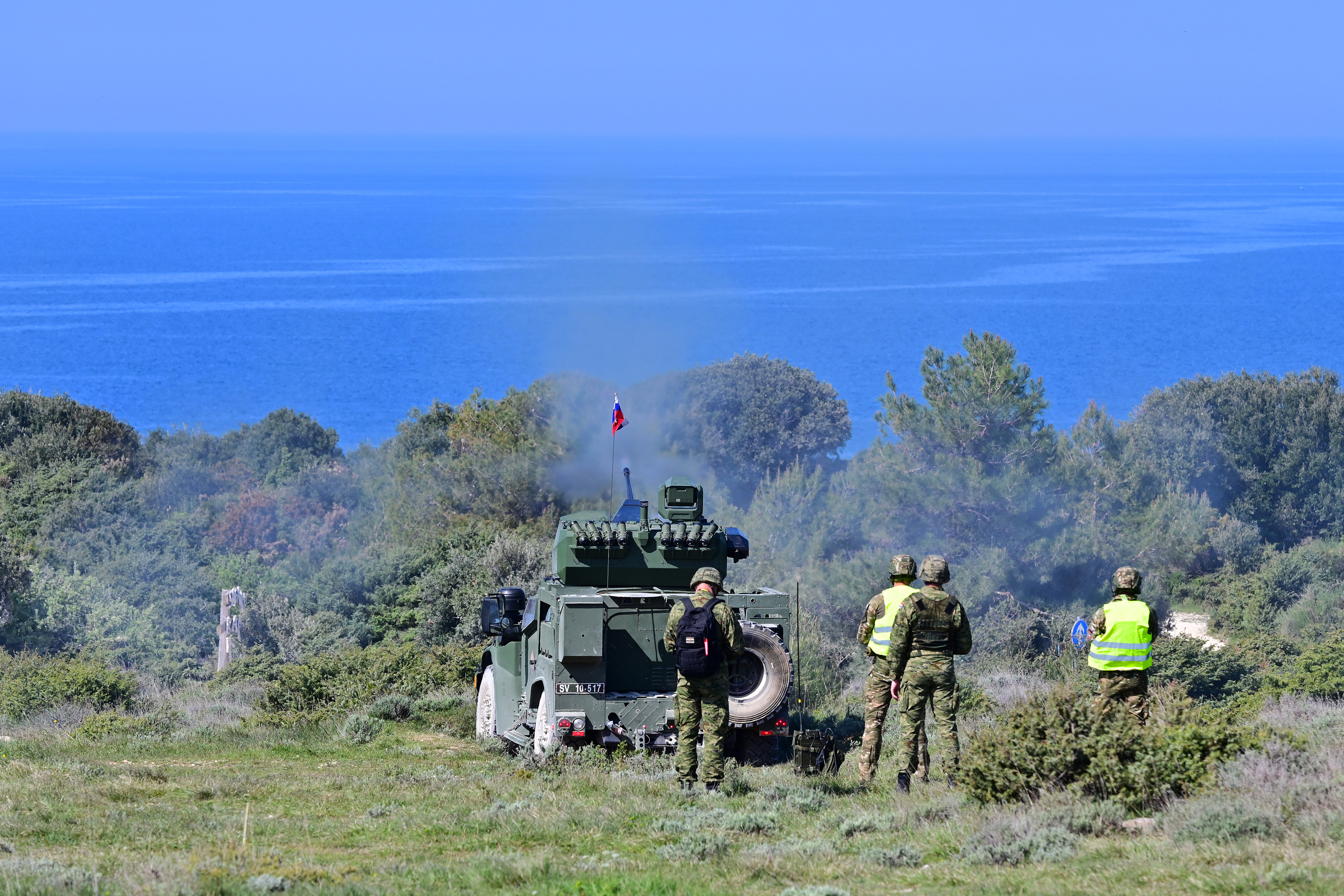
2025年4月11日，斯洛維尼亞陸軍士兵在克羅埃西亞普拉梅杜林附近的卡梅尼亞克舉行的「盾牌25」行動中使用MANGART 25野戰防空系統進行實彈演習。
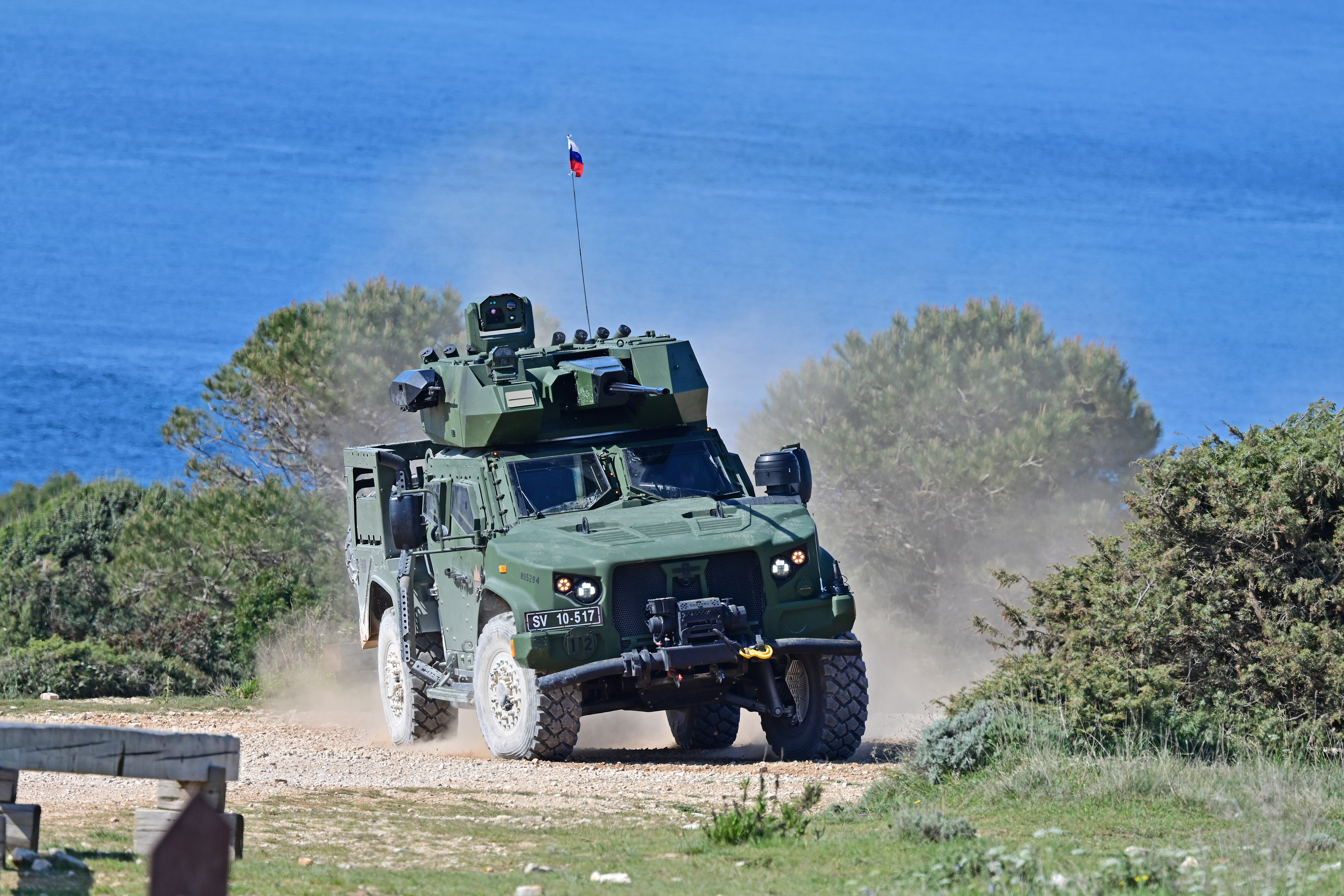
2025年4月11日，斯洛維尼亞陸軍士兵在克羅埃西亞普拉梅杜林附近的卡梅尼亞克舉行的「盾牌25」行動中使用MANGART 25野戰防空系統進行實彈演習。

## 資料來源
1. ↑  Le specifiche tecniche della mitragliera sul sito di Oto Melara 的存檔，存档日期2012-03-12.
2. ↑  . www.bevfitchett.us.   [2017-03-30]. （原始内容存档于2019-08-21）.

## 附注
1. ↑  A為20毫米、B為23或25毫米、C為30毫米，而D為35毫米

## 外部連結
- （英文）—Italian 25 mm/80（1"）KBA （页面存档备份，存于）
- （英文）—Italy 25 mm/80（1"）Myriad CIWS - KBD （页面存档备份，存于）
- （英文）—oto-melara－SINGLE 25mm KBA （页面存档备份，存于）
- （英文）—Army Guide - KBA, Gun （页面存档备份，存于）
- （英文）—weaponsystems.net－KBA （页面存档备份，存于）